# Liste der Gemeinden in San Marino
Dies ist eine Liste der Gemeinden in San Marino
San Marino ist in neun eigenständige Gemeinden, „Castelli“, unterteilt.
Hauptstadt des Landes ist San Marino (Città di San Marino), die bevölkerungsreichste Gemeinde ist Serravalle mit 11.161 Einwohnern (Stand: 29. Februar 2020).
Die neun Gemeindebezirke sind weiter untergliedert in 43 Curazie, die den frazioni in Italien entsprechen und ihrerseits mehrere Weiler und Einzelsiedlungen umfassen können.
In der folgenden Tabelle sind die neun Gemeinden mit den statistischen Daten und den Ergebnissen der offiziellen Schätzungen von (jeweils 31. Dezember) 1986, 1996, 2006, 2008, 2012, 2014 und 2019 aufgeführt (Reihenfolge nach Einwohnerzahl).
| Gemeinden in San Marino | Gemeinden in San Marino | Gemeinden in San Marino | Gemeinden in San Marino | Gemeinden in San Marino | Gemeinden in San Marino | Gemeinden in San Marino | Gemeinden in San Marino | Gemeinden in San Marino | Gemeinden in San Marino | Gemeinden in San Marino |
| Rang                    | Gemeinde                | Curazie Anzahl          | Fläche km2              | Einwohner               | Einwohner               | Einwohner               | Einwohner               | Einwohner               | Einwohner               | Einwohner               |
| Rang                    | Gemeinde                | Curazie Anzahl          | Fläche km2              | 1986                    | 1996                    | 2006                    | 2008                    | 2012                    | 2014                    | 2019                    |
| ----------------------- | ----------------------- | ----------------------- | ----------------------- | ----------------------- | ----------------------- | ----------------------- | ----------------------- | ----------------------- | ----------------------- | ----------------------- |
| 1                       | Serravalle              | 8                       | 10,53                   | 6.995                   | 8.085                   | 9.847                   | 10.146                  | 10.571                  | 10.724                  | 10.976                  |
| 2                       | Borgo Maggiore          | 6                       | 9,01                    | 4.421                   | 5.358                   | 6.061                   | 6.258                   | 6.609                   | 6.738                   | 6.946                   |
| 3                       | San Marino              | 7                       | 7,09                    | 4.179                   | 4.350                   | 4.409                   | 4.377                   | 4.214                   | 4.097                   | 4.063                   |
| 4                       | Domagnano               | 5                       | 6,62                    | 1.885                   | 2.207                   | 2.899                   | 3.035                   | 3.256                   | 3.383                   | 3.584                   |
| 5                       | Fiorentino              | 3                       | 6,56                    | 1.478                   | 1.798                   | 2.253                   | 2.377                   | 2.548                   | 2.522                   | 2.552                   |
| 6                       | Acquaviva               | 2                       | 4,86                    | 1.148                   | 1.264                   | 1.881                   | 1.996                   | 2.096                   | 2.123                   | 2.167                   |
| 7                       | Faetano                 | 4                       | 7,75                    | 738                     | 870                     | 1.139                   | 1.156                   | 1.180                   | 1.172                   | 1.168                   |
| 8                       | Chiesanuova             | 7                       | 5,46                    | 724                     | 866                     | 1.036                   | 1.034                   | 1.087                   | 1.113                   | 1.152                   |
| 9                       | Montegiardino           | 1                       | 3,31                    | 557                     | 717                     | 843                     | 890                     | 910                     | 917                     | 966                     |
|                         | San Marino              | 43                      | 61,19                   | 22.125                  | 25.515                  | 30.368                  | 31.269                  | 32.471                  | 32.789                  | 33.574                  |